# 傳訊電視
傳訊電視網絡有限公司，簡稱傳訊電視、CTN，是1994年至2001年間曾經存在的一個以全球華人為目標觀眾的華語電視網，創辦人為香港商人于品海。
傳訊電視所屬「中天頻道」，是現今中天電視公司所屬中天新聞台的前身。

## 成立初期
1993年11月9日，「傳訊電視網絡有限公司」（Chinese Television Network Inc.）在英屬香港登記成立，隸屬智才集團，總部設在香港島柴灣，與當時同為于品海持有、由查良鏞創辦的《明報》共用辦公室。
1994年9月1日，傳訊電視「中天頻道」（Chung Tien Channel）開播。1994年10月18日，智才集團宣佈：傳訊電視將於該年11月底在中天頻道透過人造衛星全天候開播華語新聞，同年12月底開播流行資訊頻道「大地頻道」（Da Di Channel）。
中天頻道標榜以全球華人角度出發的新聞觀點，企圖發展為華語的CNN，在全球20多個國家的主要城市設有資訊收集中心，在台北市、香港、北京、紐約市各設一個新聞中心。為了充實中天頻道陣容，傳訊電視聘請前台灣《中時晚報》副總編輯陳浩擔任台北新聞中心負責人，並且網羅30多位包括台灣老三台在內的各媒體新聞工作者。華視出身的邱秀珍則是台北新聞中心監製以及陳浩的職務代理人。事實上，台北中心開台時的軟硬體設備規劃、建置以及與香港總部溝通銜接的工作，都是由邱秀珍負責。中天頻道與大地頻道均由象山集團成員公司「木喬傳播」取得台灣代理權。

### 競爭事件
1996年1月3日，傳訊電視控告TVBS負責人邱復生、總經理李濤及新聞部副總監吳戈卿，理由是TVBS-N在1995年12月31日22:00、23:00及24:00以新聞方式現場直播台北市政府與台北之音合辦的跨年晚會實況合計約6分40秒，侵害傳訊電視向台北之音取得的獨家首映權，涉嫌違反《著作權法》第92條；傳訊電視同時向台北之音求償新台幣1元作為象徵性賠償，台北之音表示願意賠償傳訊電視新台幣1元。

## 和信集團經營時期
1996年4月，由於不堪傳訊電視虧損，于品海將傳訊電視經營權賣給和信企業團少東辜啟允。

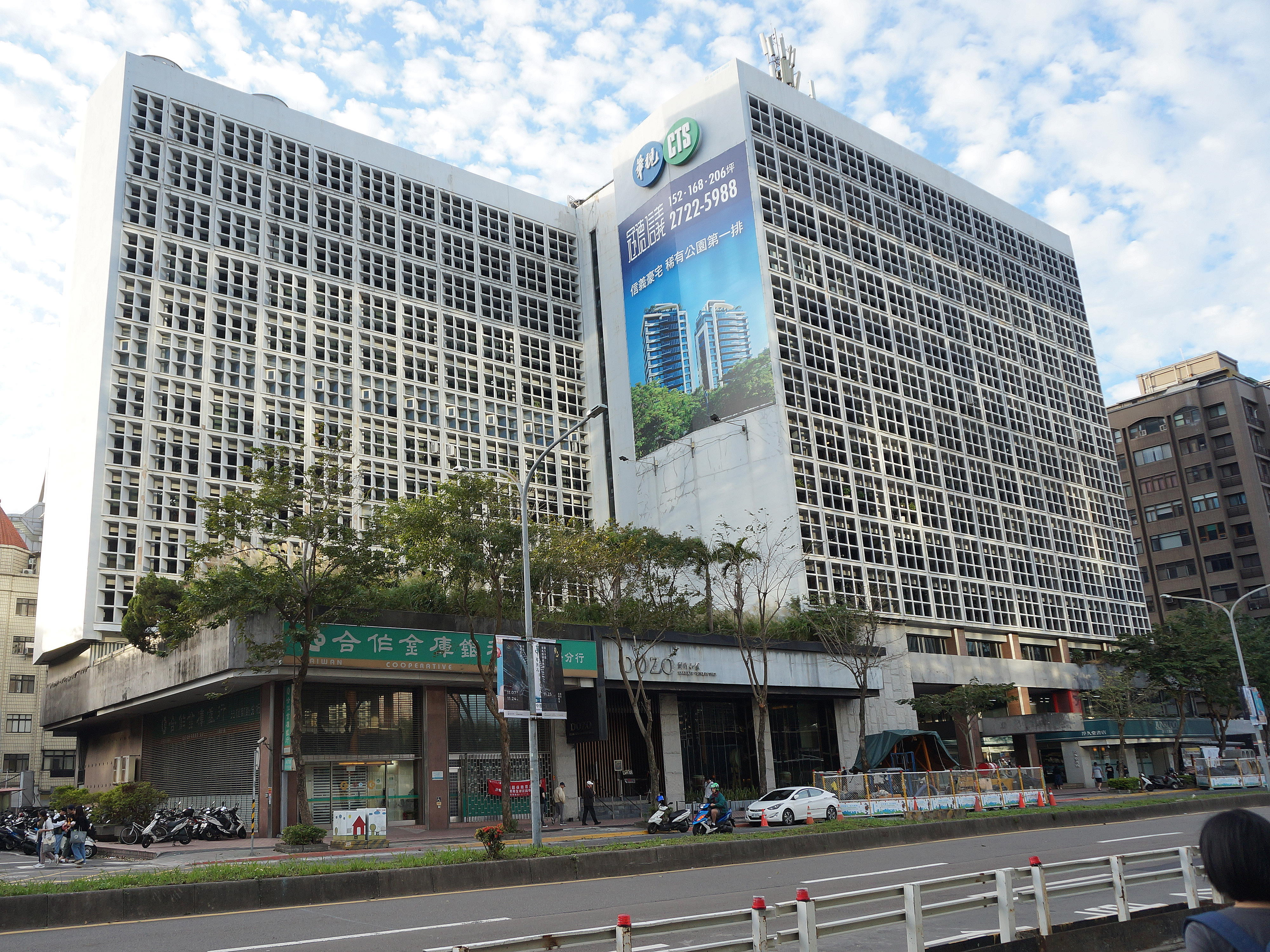
傳訊電視台北製播中心所在的華視光復大樓

1997年4月3日，傳訊電視公布欄刊登于品海親自署名的通告，宣稱雖然于品海已經請辭傳訊電視行政總裁，但他仍然是傳訊電視上游兩家公司「香港智才企業有限公司」及「台北智訊傳播股份有限公司」（Aim Media (Taipei) Co., Ltd.）的實際負責人，他的請辭與這兩家公司的股權或經營權無關，和信企業團於1997年3月25日公布有關台北智訊傳播的通告是對台北智訊傳播的業務主管發布的，和信企業團無權對台北智訊傳播的人事置喙；于品海同時發布傳訊電視人事命令：由於中天頻道總監陳浩請辭，奚聖林代理中天頻道總監，李懿慧續任大地頻道總監，奚聖林不在時則改為初聲怡代理中天頻道總監。1997年4月3日19:00～20:30，和信企業團派遣緯來企業副總經理陳乃輝至華視光復大樓8樓傳訊電視台北製播中心，勸說傳訊電視員工「快一點決定要站在哪一邊」（亦即選擇台北智訊傳播或和信企業團）。
1997年10月，傳訊電視台灣分公司「香港商傳訊電視網絡有限公司台灣分公司」（Chinese Television Network Limited Taiwan Branch (H.K.)）成立，總部設在台北市。
1998年10月底，傳訊電視向市場透露，有意在香港開拓收費電視服務，欲向九倉有線電視或香港電訊租用網絡。
1999年1月17日，傳訊電視大地頻道在台北市圓山大飯店舉行記者會表示，大地頻道將於該月18日晚間推出開台以來第一齣八點檔連續劇《嘉慶君走透透》。
1999年2月，傳訊電視決定將總部由香港遷往台灣，專心經營台灣市場。
傳訊電視先天的財務與經營方向不佳，為了後天的調養與轉型，辜啟允費盡心力與財力，光是1998年的投資就多達新台幣9億元，但營運績效仍不見好轉。1999年3月，傳訊電視在香港解雇近二百名員工、只留十多人採訪當地新聞，同時在台灣擴增主播、記者等近一百多名員工；傳訊電視中天頻道編輯中心從傳訊電視香港總部搬至台北市。當時蔡辰威兼任緯來企業董事長與傳訊電視董事長，一度傳出傳訊電視要與緯來電視網合併。當初辜啟允猶豫是否要買下傳訊電視經營權時，父親辜振甫就曾對辜啟允表明，希望辜啟允能接下傳訊電視，並把傳訊電視經營成報導正確、具影響力的國際媒體；辜啟允也多次表明，「在和信所有與傳播相關的事業中，傳訊是我真正的夢想」。
2000年，傳訊電視啟用第二代（末代）企業識別標誌，第二代企業識別標誌是將第一代企業識別標誌改為以黃色與白色為主色，左上角與右下角各加一個圓點。同時，中天頻道更名為「中天新聞台」，大地頻道更名為「大地電視台」。
2000年4月8日至9日，傳訊電視受經濟部智慧財產局委託完成「智慧財產權民眾認知調查」第一次調查；2000年10月16日至19日進行第二次調查。

## 合併與經營權轉移
2000年底，和信企業團將傳訊電視經營權賣給象山集團總裁江道生。
併入“勁道數位電視”
2001年1月4日，象山集團把傳訊電視與中視衛星合併為「勁道數位電視股份有限公司」（Power TV），與勁悅廣播（Power Radio，前身為人人廣播電台）同為「象山多媒體科技股份有限公司」（Power Multimedia Network）子公司，總部位於台北市東興路象山集團總部（今「中農科技大樓」）；傳訊電視正式走入歷史。
“勁道數位電視”改稱“中天電視”
2002年6月，由於象山集團無力經營勁道數位電視，勁道數位電視改由中國時報集團入主並改名為「中天電視股份有限公司」。

## 事件與影響
2009年12月12日18:00，于品海與前傳訊電視員工近200人在台北西華飯店三樓宴會廳舉辦傳訊電視15周年派對。
- 1995年，傳訊電視中天頻道曾經報導鄧麗君在泰國清邁氣喘身亡新聞。
- 1997年2月20日，傳訊電視中天頻道領先世界其他各式媒體，報導鄧小平過世新聞[15]。
- 曾寶儀第一個從幕後走向幕前的工作，是主持傳訊電視大地頻道娛樂新聞節目《非常娛樂》。曾寶儀於1997年擔任傳訊電視大地頻道電玩節目《電玩快打》執行製作。